# Amphizonella
Amphizonella – rodzaj ameb należących do supergrupy Amoebozoa w klasyfikacji Cavaliera-Smitha oraz według Adla i innych.
Należą tutaj następujące gatunki:
- Amphizonella violacea[3] Greeff, 1866.